# Great Budworth
Great Budworth è un villaggio e parrocchia civile dell'Inghilterra, appartenente alla contea del Cheshire.